# Gerhard Sippmann
Franz Gerhard Joseph Sippmann, auch Sipmann oder Siepmann (* 1790 in Düsseldorf; † 30. Dezember 1866 in München), war ein deutscher Zeichner, Arabesken-, Porträt- und Landschaftsmaler sowie Kunstlehrer des Bayerischen Kadettenkorps.

## Leben

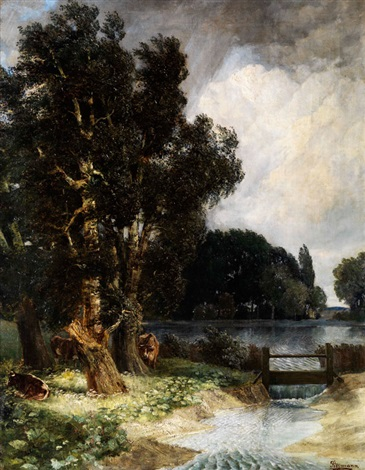
Abendlandschaft mit hohen Birken am Teich

Sippmann studierte wie sein jüngerer Bruder Carl Sipmann zunächst Malerei an der Kunstakademie Düsseldorf. 1814 wechselte er an die Königliche Akademie der Bildenden Künste in München. Dort waren Johann Peter von Langer und Peter von Cornelius seine Lehrer. Sippmanns Spezialität war die ornamentale Malerei. Daher wurde er auch – zusammen mit Eugen Napoleon Neureuther –  von Cornelius für den ornamentalen Teil der Glyptothek-Fresken Die Götter Griechenlands als Gehilfe hinzugezogen. Ab 1823 malte er Landschaften. Von 1829 bis 1860 war Sippmann „Professor für Zeichenkunst“ am Münchner Kadettenhaus, nachdem er bereits zwei Jahre dort aushilfsweise unterrichtet hatte. Eine Privatschülerin Sippmanns war die Malerin Amalie Rosalie Kohler (1813–1880), die spätere Zeichenlehrerin von Sisi und anderen Töchtern von Max Joseph in Bayern.

## Werke (Auswahl)

### Malerei, Zeichnung
- Ideale Landschaft, Ölskizze, ausgestellt 1823
- Die Tages- und Jahreszeiten, fünf große Zeichnungen, Entwürfe zur Ausschmückung eines Saals, 1829
- Apollo auf dem Sonnenwagen, von drei Pferden gezogen, Aquarell (die Pferde von Peter von Hess gemalt)

### Schrift
- Allgemeine Zeichnungsschule. Cotta, München 1839